# معدل مستقبلات البروجسترون الانتقائي
معدل مستقبلات البروجسترون الانتقائي (بالإنجليزية: selective progesterone receptor modulator) دواء يؤثر على مستقبلات البروجسترون التي تمثل هدفًا حيويًا للهرمونات الستيرويدية البروجستوجينية مثل البروجسترون. تمتاز هذه المواد عن محرضات المستقبلات الكاملة (مثل البروجسترون والبروجستينات) ومثبطاتها الكاملة (مثل أجليبريستون) باختلاف تأثيرها باختلاف النسج، أي تكون محرضات في بعض النسج ومثبطات في أخرى.
يقود هذا الخليط من التأثيرات إلى تحريض المستقبلات أو تثبيطها وفقًا للنسيج المستهدف، ما يمكن من تجنب التأثيرات الجانبية غير المرغوبة المرافقة لعملية تطوير أدوية معدلات مستقبلات البروجسترن الاصطناعية المرشحة للاستخدام العلاجي.

## التاريخ
منذ اكتشاف هرمون البروجسترون في منتصف ثلاثينيات القرن العشرين، وخصوصًا قبل اكتشاف مستقبلاته عام 1970، ظهر اهتمام كبير بتطوير مناهضات بهدف الاستخدام العلاجي. صُنعت عدة نظائر بنيوية للبروجستيرون عُرفت باسم البروجستينات، وفي عام 1981 ظهر أول مناهض لمستقبلات البروجسترون تحت اسم آر يو 38486 (ميفيبريستون)، لكن الاستخدام السريري لهذا الدواء كان محدودًا بسبب ألفته العالية نسبيًا لمستقبلات القشرانيات السكرية مقارنةً بمستقبلات البروجستيرون، ما زاد الطلب على بعض مناهضات البروجسترون الانتقائية لتخفيف الآثار الجانبية المحتملة.
طُورت الأدوية المسماة معدلات مستقبلات البروجسترون الانتقائية (إس بّي آر إم إس) للمساهمة في الحد من تلك الآثار. تُعد هذه المركبات عوامل ذات تأثيرات مزدوجة ناهضة ومناهضة لمستقبلات البروجسترون وفقًا للنسيج المستهدف، مع تأثيرات خفيفة على المستقبلات الستيرويدية، وعلى عكس مناهضات البروجسترون، تملك هذه المركبات مزدوجة التأثير تأثيرات جانبيةً خفيفة جدًا أو معدومة على إنهاء الحمل نتيجة تأثيرها الداخلي الناهض للبروجسترون، وبالتالي تُعد مثاليةً للاستخدام في الأمراض النسائية دون إلغاء إمكانية الحمل. دُرست كلتا معدلات مستقبلات البروجسترون الانتقائية الستيرويدية وغير الستيرويدية، ومن أشهرها آزوبريسنيل الذي فشل في تخطي المرحلة الثالثة من الاختبارات السريرية عام 2008، وأسيتات الوليبرستال، وهو معدل مستقبلات البروجسترون الانتقائي الأول الذي دخل الأسواق (في أوروبا عام 2009).

## مستقبلات البروجسترون

### المستقبلات
مستقبل البروجسترون مركب بروتيني ينتمي إلى عائلة المستقبلات الهرمونية النووية المعتمدة على الربيطة. أمكن التعرف على نظيرين بروتينيين رئيسين لمستقبلات البرجسترون، يُرمز لهما إيه و بي، إضافةً إلى بعض المتغايرات الوصلية الأقل شيوعًا التي يُشفرها ذات الجين ثماني الإكسونات. يمكن تقسيم النظير البروتيني بي كامل الطول كما هو الحال في بقية المستقبلات النووية الستيرويدية إلى أربعة مناطق وظيفية: منطقة متغايرة ذات نهاية أمينية، يتلوها نطاق عالي الحفظ رابط للدنا، ومنطقة مفصلية متغايرة، ونطاق وصل الربيطة متوسط الحفظ.
يُعرف موقع وصل الربيطة بالنطاق «إيه إف 2»، وتُعبر عنه الإكسونات 4-8 التي توافق 253 حمضًا أمينيًا، وتملك بنيته أهميةً كبيرةً في تطوير معدلات مستقبلات البروجسترون الانتقائية. يتألف هذا الموقع من 10 لوالب ألفا (إتش 1، إتش 3-10) تشكل حزمةً من ثلاث طبقات تتشابك بثلاث صفائح بيتا. يمثل لولب إتش 12 وحدةً مكثفةً متلاصقةً من اللولبين 10 و 11، ويُفترض أنه يساهم في عملية ربط المنشط المساعد. يقع نطاق وصل الربيطة في المستقبل في حالة توازن بين شكلين مختلفين. يمثل الأول شكلًا ناهضًا يميل لربط بروتينات المنشطات المساعدة التي تميل بدورها لزيادة تنظيم النسخ الجيني، أما الشكل الثاني مناهض يميل للارتباط مع مثبطات التعبير الجيني وبالتالي يحد من تنظيمه.
تحول الناهضات الكاملة (مثل البروجسترون، الذي يبدي خصائص محرضة في جميع الأنسجة) هذا التوازن الشكلي تجاه الفعالية المحرضة، بينما تحول المناهضات الكاملة (مثل أجليبريستون) التوازن الشكلي بقوة تجاه الفعالية المثبطة. يختلف المعدل الإجمالي لتراكيز المنشطات المساعدة في تثبيط التعبير الجيني في الأنماط الخلوية المختلفة.